# Roy Rogers (cestista)
Roy Lee Rogers jr. (Linden, 19 agosto 1973) è un allenatore di pallacanestro ed ex cestista statunitense, professionista nella NBA, in Russia e in Polonia.

## Carriera
È stato selezionato dai Vancouver Grizzlies al primo giro del Draft NBA 1996 (22ª scelta assoluta).